# Craterul Amelia Creek
Craterul Amelia Creek este o structură de impact, rămășița erodată a unui crater de impact meteoritic anterior, situat în Teritoriul de Nord, Australia.

## Date generale
Acesta se află într-un interval redus de sedimente din Paleoproterozoic și roci vulcanice, care sunt cutate și faliate, făcându-l astfel greu de recunoscut. Acesta a fost descoperit doar după ce au fost identificate conuri distruse lângă centrul său. Craterul central este înconjurat de la 20 până la 12 de kilometri de o zonă de deformare anormală, asimetria fiind posibil legată de impactul foarte oblic, dar poate fi cel puțin parțial din cauza complexității pre-existente a rocilor structurale. Această zonă deformată oferă cea mai bună estimare pentru dimensiunea originală a craterului. Impactul a avut loc după plierea rocilor din Paleoproterozoic, dar înainte de depunerea din Neoproterozoic și  a rocilor din Cambrian, astfel, evenimentul de impact este estimat pentru intervalul dintre 1660 milioane ani și 600 milioane ani.